# Челни
Челни́ (рос. Челны) — село у складі Хабаровського району Хабаровського краю, Росія. Адміністративний центр та єдиний населений пункт Челнинського сільського поселення.

## Населення
Населення — 97 осіб (2010; 102 у 2002).
Національний склад (станом на 2002 рік):
- росіяни — 90 %